# Gele kamlangpootmug
De gele kamlangpootmug (Ctenophora ornata syn. Cnemoncosis ornata) behoort, zoals alle langpootmuggen, tot de orde van de tweevleugeligen. Ze komen voor in het westen van het Palearctisch gebied. In Europa komen ze overal voor, maar zijn nergens algemeen. Ze lijken een beetje op grote wespen, maar kunnen niet steken, ondanks de stekelvormige achterlijfspunt bij het vrouwtje.

## Beschrijving
De gele kamlangpootmug wordt 20–22 mm lang en de vleugels hebben een spanwijdte van 30–40 mm. Ze hebben opvallende kleuren. Het borststuk en achterlijf zijn lichtbruin tot donkerroodachtig en het vierde en vijfde achterlijfssegment zijn dofgeel. Ook de halsring is geel. Aan het eind van de doorschijnende voorvleugel zit een grote, donkere vlek. De mannetjes hebben lange kamachtige voelsprieten met een oranje tot zwarte kleur. Bij de vrouwtjes zijn deze zeer kort. De vrouwtjes hebben aan het eind van het achterlijf een opvallende, stekelvormige legboor.
Bij Ctenophora festiva zijn de vlekken op de vleugel veel kleiner en Ctenophora magnifica heeft op de achterpoten donkere delen, terwijl de poten van de gele kamlangpootmug overwegend rood gekleurd zijn. Ctenophora atrata heeft een donkerder kleur en heeft kleinere voelsprieten dan de gele kamlangpootmug.

## Voorkomen
Van juni tot augustus vliegen de gele kamlangpootmuggen in ooibossen en oevergebieden. Ze worden 's nachts door licht aangetrokken.

## Levenscyclus
De larven leven in vermolmde bomen, vooral in beuken, waar zij gangen in graven. Grote, afstervende bomen hebben de voorkeur voor eiafzetting. De mug prefereert schaduwrijke plekken.